# Bătălia de la Legnano (operă)

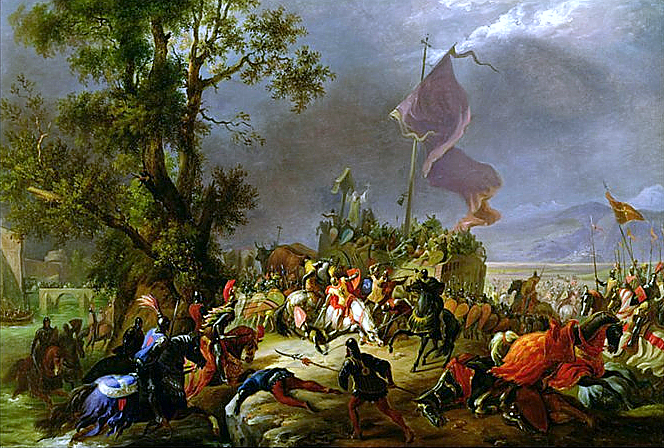
Bătălia de la Legnano (29 mai 1176), pictură de Massimo d'Azeglio

 Bătălia de la Legnano  (titlul original: în italiană La battaglia di Legnano) este o operă în patru acte de Giuseppe Verdi, după un libret de Salvatore Cammarano.
Premiera operei a avut loc la Teatro Apollo din Roma, în ziua de 27 ianuarie 1849. Opera nu s-a bucurat inițial de succes.
Durata operei: cca 110 minute. 
Locul și anul de desfășurare al acțiunii: Milano și Como, 1176.

## Personajele principale
- Frederic Barbarossa, personaj istoric real (bas)
- Rolando, comandant milanez (bariton)
- Lida, soția sa (soprană)
- Imelda, subreta ei (mezzo-soprană)
- Arrigo, soldat din Verona (tenor)
- Marcowaldo, prizonier german de război (bariton)
- Consulul principal din Milano (bas)
- Consulul secundar din Milano (bas)
- Primarul orașului Como (bas)
- un vestitor (tenor)
- cavalerii morții, consiliul municipalității din Como,
 soldați din Verona, Brescia, Novara, Milano, preoți, servitori, popor[2]

## Conținut
Bătălia de la Legnano a avut loc la data de 29 mai 1176, în urma căreia milițiile Ligii Lombarde au înfrȃnt armata Sfȃntului Imperiu Roman, condusă de împăratul Frederic Barbarossa